# فرديناند أنطون إرنست بورشه
فرديناند أنطون إرنست بورشه (بالألمانية: Ferry Porsche)‏ هو مهندس ورائد أعمال نمساوي، ولد في 19 سبتمبر 1909 في فينر نويشتات في النمسا، وتوفي في 27 مارس 1998 في تسيل أم زيه في النمسا.

## وصلات خارجية
- فرديناند أنطون إرنست بورشه على موقع مونزينجر (الألمانية)
- فرديناند أنطون إرنست بورشه على موقع إن إن دي بي (الإنجليزية)